# Migas distinctus
Espèce
Migas distinctus est une espèce d'araignées mygalomorphes de la famille des Migidae.

## Distribution
Cette espèce est endémique de Nouvelle-Zélande.

## Publication originale
- O. Pickard-Cambridge, 1880 : On some new and rare spiders from New Zealand, with characters of four new genera. Proceedings of the Zoological Society of London, vol. 1879, p. 681-703 (texte intégral).